# Чаксиракси

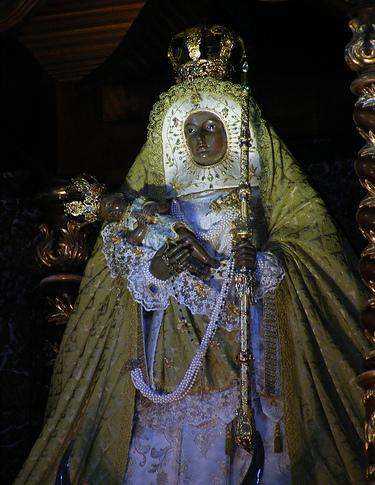
Богоматерь Канделария, покровительницы Канарских островов.

Ча́ксира́кси (исп. Chaxiraxi) — главное женское божество в мифологии гуанчей, коренных жителей острова Тенерифе в составе Канарского архипелага. Позже Чаксиракси была отождествлена с Богоматерью Канделарии, покровительницей Канарских островов. Является объектом поклонения у адептов неоязыческого религиозного движения Церковь народа гуанчи.